# Balatonfőkajár, Veszprém
Balatonfőkajár  este un sat în districtul Balatonalmád, județul Veszprém, Ungaria, având o populație de 1.412 locuitori (2011). 

## Demografie
Componența etnică a satului Balatonfőkajár
     Maghiari (95,61%)
     Romi (1,99%)
     Germani (1,74%)
     Necunoscut (0,66%)
     Alții (0,66%)
Componența confesională a satului Balatonfőkajár
     Romano-catolici (34,77%)
     Reformați (20,18%)
     Fără religie (16,93%)
     Necunoscută (27,62%)
     Luterani (0,5%)
     Alte religii (0,57%)
Conform recensământului din 2011, satul Balatonfőkajár avea 1.412 locuitori. Din punct de vedere etnic, majoritatea locuitorilor (95,61%) erau maghiari, existând și minorități de romi (1,99%) și germani (1,74%). Apartenența etnică nu este cunoscută în cazul a 0,66% din locuitori. Nu există o religie majoritară, locuitorii fiind romano-catolici (34,77%), reformați (20,18%) și persoane fără religie (16,93%). Pentru 27,62% din locuitori nu este cunoscută apartenența confesională.